# Серафим (Алексиев)
Архимандрит Серафим (в миру Стоян Георгиев Алексиев; 25 февраля 1912, Горно Броди, Македония, Османская империя (ныне Греция) — 26 января 1993, София) — архимандрит Болгарской православной церкви, церковный писатель и поэт.

## Биография
Родился 25 февраля 1912 года в селе Горно Броди в Греческой Македонии, в благочестивой православной семье. Его отец Георгий Алексиев занимался отливкой колоколов. Из-за Балканских войн семья переселилась в Софию.
Поступил в Софийскую духовную семинарию, которую окончил с отличием. В 1934 году он был послан учиться в старокатолический богословский факультет Бернского университета (Швейцария), где получил научную степень доктора богословия, защитив диссертацию на тему: «Смысл заповедей Иисуса Христа в нагорной проповеди». По возвращении в Болгарию, он был назначен преподавателем сначала в Пловдивской, а затем в Софийской духовной семинарии.
3 февраля 1940 года, принял монашество и именем Серафим в честь преподобного Серафима Саровского, которого он глубоко почитал на протяжении всей своей жизни и которому посвятил позднее одну из своих книг: «Святой Серафим Саровский».
Переломным моментом в жизни молодого монаха стало его сближение с пребывавшим в Болгарии русским архиепископом Серафимом (Соболевым). От него он воспринял живое чувство Православной веры и тонкое ощущение духовной жизни, которые он впоследствии сам преподавал своим многочисленным духовным чадам.
На Благовещение 1943 года инок Серафим был рукоположён во иеромонаха.
После двухгодичного служения протосингелом при Сливенской митрополии возведён в сан архимандрита в январе 1947 года и перемещён на должность начальника культурно-просветительного отдела при Священном Синоде Болгарской Православной Церкви в Софии.
На новой должности он развил неустанную деятельность, организуя курсы по пастырству для священников, вдохновенно проповедуя, регулярно издавая свои беседы, а также множество статей, брошюр и обширных трудов на духовно-нравственные темы. Архимандрит Серафим обладал также поэтическим даром, который он выразил во многих стихотворениях и поэмах, помещённых в церковных изданиях, а также в двух сборниках стихов.
В 1960 году архимандрит Серафим был назначен преподавателем при кафедре догматического богословия в Софийской духовной академии Климента Охридского и вскорости был утверждён в звании доцента, с хабилитационным трудом посвященным критике римо-католического догмата о непорочном зачатии Пресвятой Богородицы. Будучи доцентом, он продолжал публикацию богословских статей.
В 1969 году вынужден был оставить преподавание в духовной академии, из-за несогласия с введением нового календарного стиля в церковный обиход и вообще с экуменистическим уклоном всей церковной политики Болгарской Православной Церкви, последовавшим за вступлением её в 1968 году во «Всемирный Совет Церквей». Вместе с рядом других клириков он заявил о неприятии нового календаря и выходе из повиновения Патриарху Болгарскому Кириллу.
Удалившись в Покровский монастырь в квартале Княжево в Софии, отец Серафим продолжил свою творческую деятельность, написав ряд книг духовно-нравственного содержания. Особенно много внимания и сил посвятил архимандрит Серафим в последние годы своей жизни углубленной критике экуменизма как ереси. Последний труд его, составленная совместно с архимандритом Сергием (Язаджиевым) книга «Православие и экуменизм», плод четвертьвековых исследований, вышел из печати всего за три недели до его кончины, которая последовала 26 января 1993 года.
Работы его во множестве публикуются как канонической Болгарской Православной Церковью, так и раскольничьей Старостильной, и там и там немало верующих чтит его как великого подвижника. Его труды также известны в переводе на другие языки.